# Stefan Florian Garczyński
Stefan Florian Garczyński (13. oktober 1805 - 20. september 1833) var en polsk digter og revolutionær.
Garczyński hører til de sværmeriske sangere, der vaktes ved Polens ulykker og med mere eller mindre poetisk gave eftersang de store polske digtere. Som ganske ung studerede Garczyński i Berlin, hvor han ivrig optog Hegels livssyn. I Rom gjorde han Adam Mickiewiczs bekendtskab og påvirkedes stærkt af dennes mægtige kunst og person.
Under oprøret 1831 kæmpede Garczyński med i de polske rækker og sluttede sig siden til den flok af landflygtige, der i Dresden samledes om Mickiewicz og Lelewel. Hans eneste større arbejde: Waclawa mlodość ("Vaclavs ungdom"), et højtflyvende patriotisk-tragisk digt, blev urimelig beundret af Mickiewicz og derfor overvurderet i høj grad af samtiden. Hans Poezye (2 bind) udkom i Paris 1833.